# Championnat de Sarre de football 1948-1949
Navigation
(Fußball-Oberliga Südwest
1947-1948) Ehrenliga Saarland
1949-1950
L'Ehrenliga Saarland 1948-1949 était la 1re division du football dans le protectorat de Sarre, alors indépendant de l'Allemagne de l'Ouest. Son organisation échoit au Saarländischer Fußballbund, et 14 équipes disputent le championnat.
Parmi ces 14 équipes, on trouve l'équipe réserve du 1. FC Saarbrücken. En effet, l'équipe première du club participe officieusement à la 2e division française !

## Classement final
| Rang | Équipe                   | Pts | J  | G  | N  | P  | Bp  | Bc | GA    |
| ---- | ------------------------ | --- | -- | -- | -- | -- | --- | -- | ----- |
| 1    | VfB Neunkirchen O        | 42  | 26 | 20 | 2  | 4  | 106 | 25 | 4,240 |
| 2    | SV Saar 05 Saarbrücken O | 32  | 26 | 15 | 2  | 9  | 77  | 42 | 1,833 |
| 3    | FC Ensdorf E             | 32  | 26 | 13 | 6  | 7  | 65  | 45 | 1,444 |
| 4    | SV Homburg E             | 32  | 26 | 11 | 10 | 5  | 47  | 32 | 1,469 |
| 5    | Sportfreunde Burbach E   | 31  | 26 | 14 | 3  | 9  | 61  | 49 | 1,245 |
| 6    | 1. FC Saarbrücken rés. O | 31  | 26 | 14 | 3  | 9  | 82  | 78 | 1,051 |
| 7    | SuSG Völklingen O        | 29  | 26 | 11 | 7  | 8  | 58  | 47 | 1,234 |
| 8    | SV Preußen Merchweiler E | 26  | 26 | 12 | 2  | 12 | 58  | 57 | 1,018 |
| 9    | ASC Dudweiler E          | 25  | 26 | 10 | 5  | 11 | 50  | 56 | 0,893 |
| 10   | FV 08 Püttlingen E       | 22  | 26 | 10 | 2  | 14 | 44  | 61 | 0,721 |
| 11   | SC Brebach E             | 18  | 26 | 7  | 4  | 15 | 41  | 66 | 0,621 |
| 12   | FC Hellas Marpingen P    | 17  | 26 | 8  | 1  | 17 | 56  | 95 | 0,589 |
| 13   | SV Ludweiler E           | 15  | 26 | 5  | 5  | 16 | 48  | 85 | 0,565 |
| 14   | SpVgg Merzig P           | 12  | 26 | 3  | 6  | 17 | 25  | 80 | 0,313 |

- Champion de Sarre 1948-1949
- Relégation en Ehren-Bewährungsklasse Saar
- O : Arrivant d'Oberliga Südwest 1947-1948
- E : Club ayant disputé la saison 1947-1948 d'Ehrendivision Saar, alors 2e division
- P : Promu d'Ehren-Bewährungsklasse Saar

1. ↑  L'équipe première du club disputait officieusement la 2e division française sous le nom de FC Sarrebruck.